# Universitas (Zeitschrift)
Universitas – Orientierung in der Wissenswelt ist eine monatlich erscheinende Wissenschaftszeitschrift, die besonders die Zusammenhänge des Wissens aufzeigen will und als Untertitel „Orientieren! Wissen! Handeln!“ führt.
Die Arbeit der Redaktion wird von einem Beirat unterstützt, dem renommierte Vertreter verschiedener Disziplinen angehören, darunter (Stand: 2018) Franziska Augstein, Gerald Hüther, Hermann Lübbe, Jürgen Mittelstraß, Julian Nida-Rümelin, Gerhard Roth, Friedrich Schorlemmer, Peter Steinbach, Rüdiger Vaas, Gerhard Vollmer und Walther Christoph Zimmerli.
Die Zeitschrift wurde 1946 gegründet. Sie erschien bis Dezember 2010 im S. Hirzel Verlag in Stuttgart und wird seit Januar 2011 vom Heidelberger Lese-Zeiten Verlag publiziert. Dieser wurde 2011 von Dirk Katzschmann gegründet, der schon zuvor als Herausgeber und Redakteur der Zeitschrift fungierte und sie auch weiterhin verantwortet.
Universitas bringt jeden Monat ein (oft interdisziplinäres) Schwerpunktthema aus allen Bereichen der Kultur, Politik, Philosophie, Geistes- oder Naturwissenschaft. Hinzu kommen weitere Artikel, Interviews, Besprechungen von aktuellen Büchern und Tonträgern sowie Cartoons, Rätsel, Zitate. Alle drei Monate erscheint außerdem die kinderUNIVERSITAS als kostenlose Beilage.